# Число двойной точности
Число́ двойно́й то́чности (Double precision, Double) — компьютерный формат представления числа с плавающей запятой, занимающий в памяти 64 бита, или 8 байт. Как правило, обозначает числа с плавающей запятой стандарта IEEE 754.
Числа с плавающей запятой (двойной/одинарной/четверной точности) поддерживаются сопроцессором (до 80486SX включительно выполнен как отдельный модуль — 0х87/0х287/0х387/0х487, начиная с 80486DX является встроенным в главный процессор. Сопроцессор, хотя он сейчас и является частью главного процессора, принято называть FPU — Floating Point Unit, буквально «модуль плавающей запятой»). В компьютерах, которые имеют 64-разрядные числа с плавающей запятой, большинство чисел хранятся в двойной точности, поскольку использование чисел одинарной точности обеспечивает почти такую же производительность, но все вычисления в FPU осуществляются в 80-битном (расширенном, extended) представлении.
Одним из первых языков программирования, позволявшим использовать числа одинарной и двойной точности с плавающей запятой, был Фортран.
Числа двойной точности с плавающей запятой эквивалентны по точности числу с 15-17 значащими десятичными цифрами (в среднем 16,3) в диапазоне примерно от 10−308 до 10308.
| Знак | Знак             | Знак             | Знак             | Знак             | Знак             | Знак             |                  |                  |                  |                  |                  |                    |                    |                    |                    |                    |                    |                    |                    |                    |                    |                    |                    |                    |                    |                    |                    |                    |                    |                    |                    |                    |                    |                    |                    |                    |                    |                    |                    |                    |                    |                    |                    |                    |                    |                    |                    |                    |                    |                    |                    |                    |                    |                    |                    |                    |                    |                    |                    |                    |                    |                    |                    |
|      | (11 бит) Порядок | (11 бит) Порядок | (11 бит) Порядок | (11 бит) Порядок | (11 бит) Порядок | (11 бит) Порядок | (11 бит) Порядок | (11 бит) Порядок | (11 бит) Порядок | (11 бит) Порядок | (11 бит) Порядок | (52 бита) Мантисса | (52 бита) Мантисса | (52 бита) Мантисса | (52 бита) Мантисса | (52 бита) Мантисса | (52 бита) Мантисса | (52 бита) Мантисса | (52 бита) Мантисса | (52 бита) Мантисса | (52 бита) Мантисса | (52 бита) Мантисса | (52 бита) Мантисса | (52 бита) Мантисса | (52 бита) Мантисса | (52 бита) Мантисса | (52 бита) Мантисса | (52 бита) Мантисса | (52 бита) Мантисса | (52 бита) Мантисса | (52 бита) Мантисса | (52 бита) Мантисса | (52 бита) Мантисса | (52 бита) Мантисса | (52 бита) Мантисса | (52 бита) Мантисса | (52 бита) Мантисса | (52 бита) Мантисса | (52 бита) Мантисса | (52 бита) Мантисса | (52 бита) Мантисса | (52 бита) Мантисса | (52 бита) Мантисса | (52 бита) Мантисса | (52 бита) Мантисса | (52 бита) Мантисса | (52 бита) Мантисса | (52 бита) Мантисса | (52 бита) Мантисса | (52 бита) Мантисса | (52 бита) Мантисса | (52 бита) Мантисса | (52 бита) Мантисса | (52 бита) Мантисса | (52 бита) Мантисса | (52 бита) Мантисса | (52 бита) Мантисса | (52 бита) Мантисса | (52 бита) Мантисса | (52 бита) Мантисса | (52 бита) Мантисса | (52 бита) Мантисса | (52 бита) Мантисса |
| ---- | ---------------- | ---------------- | ---------------- | ---------------- | ---------------- | ---------------- | ---------------- | ---------------- | ---------------- | ---------------- | ---------------- | ------------------ | ------------------ | ------------------ | ------------------ | ------------------ | ------------------ | ------------------ | ------------------ | ------------------ | ------------------ | ------------------ | ------------------ | ------------------ | ------------------ | ------------------ | ------------------ | ------------------ | ------------------ | ------------------ | ------------------ | ------------------ | ------------------ | ------------------ | ------------------ | ------------------ | ------------------ | ------------------ | ------------------ | ------------------ | ------------------ | ------------------ | ------------------ | ------------------ | ------------------ | ------------------ | ------------------ | ------------------ | ------------------ | ------------------ | ------------------ | ------------------ | ------------------ | ------------------ | ------------------ | ------------------ | ------------------ | ------------------ | ------------------ | ------------------ | ------------------ | ------------------ | ------------------ |
| 63   | 63               | 63               | 63               | 56               | 56               | 56               | 56               | 55               | 55               | 55               | 55               | 48                 | 48                 | 48                 | 48                 | 47                 | 47                 | 47                 | 47                 | 40                 | 40                 | 40                 | 40                 | 39                 | 39                 | 39                 | 39                 | 32                 | 32                 | 32                 | 32                 | 31                 | 31                 | 31                 | 31                 | 24                 | 24                 | 24                 | 24                 | 23                 | 23                 | 23                 | 23                 | 16                 | 16                 | 16                 | 16                 | 15                 | 15                 | 15                 | 15                 | 8                  | 8                  | 8                  | 8                  | 7                  | 7                  | 7                  | 7                  | 0                  | 0                  | 0                  | 0                  |

Окончательное значение числа равняется ±знак · (1+мантисса/ 252) × 2порядок − 1023. Знак 0 соответствует положительным числам, знак 1 отрицательным. Старший бит мантиссы, который всегда равен единице, опускается. Порядок 0 {\displaystyle (2^{0}=1)} записывается как 1023.
Существуют также денормализованные числа, записываемые порядком 00…00 и имеющие значение ±знак × (0+мантисса/ 252) · 21 − 1023. Денормализованные числа имеют уменьшенное количество значащих цифр мантиссы. Порядок 11…11 предназначен для записи особых чисел: «бесконечности» и «не-числа» — NaN.

## Примеры чисел двойной точности
- 0x 3ff0 0000 0000 0000 = 1
- 0x 3ff0 0000 0000 0001 ≈ 1,0000000000000002 (наименьшее число, большее 1)
- 0x 3ff0 0000 0000 0002 ≈ 1,0000000000000004
- 0x 4000 0000 0000 0000 = 2
- 0x c000 0000 0000 0000 = –2

- 0x 0000 0000 0000 0001 = 2–1022–52 ≈ 4,9406564584124654×10−324 (минимальное денормализованное положительное число двойной точности)
- 0x 000f ffff ffff ffff = 2–1022– 2–1022–52 ≈ 2,2250738585072009×10-308 (максимальное денормализованное положительное число двойной точности)
- 0x 0010 0000 0000 0000 = 2–1022 ≈ 2,2250738585072014×10−308 (минимальное нормализованное положительное число двойной точности)
- 0x 7fef ffff ffff ffff = (1 + (1 – 2–52))×21023 ≈ 1,7976931348623157×10308 (максимальное число двойной точности)

- 0x 0000 0000 0000 0000 = 0
- 0x 8000 0000 0000 0000 = –0

- 0x 7ff0 0000 0000 0000 = Infinity
- 0x fff0 0000 0000 0000 = −Infinity
- 0x 7fff ffff ffff ffff = NaN

- 0x 3fd5 5555 5555 5555 ≈ 1/3